# Брегуццо
Брегуццо (итал. Breguzzo) — коммуна в Италии, располагается в регионе Трентино — Альто-Адидже, в провинции Тренто.
Население составляет 572 человек (2011 г.), плотность населения составляет 17 чел./км². Занимает площадь 35 км². Почтовый индекс — 38081. Телефонный код — 0465.
Покровителем коммуны почитается святой апостол Андрей Первозванный, празднование 30 ноября.

## Демография
Динамика населения:

## Администрация коммуны
- Официальный сайт: